# Олений хомячок
Оле́ний хомячо́к (лат. Peromyscus maniculatus) — вид грызунов семейства хомяковых, распространённый в Северной и Центральной Америке.

## Описание
Длина тела оленьих хомячков составляет от 7 до 11 см, длина хвоста варьирует в зависимости от популяции и ареала и может составлять от 5 до 11 см. Масса животных составляет от 10 до 25 граммов. Животные, живущие в лесной зоне, несколько больше и имеют более длинные ноги и хвосты чем животные, которые живут на лугах. Морда заострена, глаза большие и тёмные, уши также большие, покрыт редкими волосами. Окраска меха на спине от серого до красно-коричневого цвета, брюхо и лапы белые. Хвост также двухцветный — на верхней стороне более тёмный, чем на нижней стороне — при этом цвета резко разделены.

## Распространение
Оленьи хомячки распространены от Аляски и северной Канады вплоть до южной Мексики (Oaxaкa). Они имеют внешние отличия в зависимости от природного ареала, и населяют как различные леса, так и кустарниковые участки, луга, горные районы и пустыни. Чаще всего обитают в прериях, чащах и светлых лесах.

## Образ жизни
Оленьи хомячки водятся преимущественно на земле, однако могут хорошо лазать. Они активны ночью, а день проводят в самостоятельно сооружённых гнёздах. Эти гнёзда на лугах часто в норах под землёй, в лесах в дуплах деревьев, в покинутых птичьих гнёздах или в ветвях. Они живут в группах, которые состоят, как правило, из самца, нескольких самок и их детёнышей. Зимой они образуют группы от 10 и более животных, которые собираются в гнёздах, тесно прижимаясь друг к другу, чтобы согреться.
Всеядные, питаются различными растениями и животными. В их рационе присутствуют семена, плоды, цветки, орехи, насекомые и другие беспозвоночные животные. В прохладные месяцы они собирают корм в кладовые, в зимнюю спячку не впадают.

## Размножение
Оленьи хомячки очень плодовиты, в лаборатории самка может приносить 14 выводков за год. При более тёплой погоде они размножаются, например, всего от 3 до 4 недель, период беременности составляет от 22 до 30 дней. Размер выводка зависит в том числе от природного ареала и может составлять от 1 до 11, в большинстве случаев это от 4 до 6 детёнышей. Они открывают глаза на второй неделе и становятся самостоятельными в возрасте от 25 до 35 дней. Половая зрелость наступает в возрасте от 35 до 49 дней.

## Оленьи хомячки и человек
Оленьи хомячки в некоторых регионах считаются самыми распространёнными млекопитающими. Являются носителями многих видов вирусов хантавирусов (Hantavirus), наиболее известны в Северной Америке, как распространители смертельно опасного вируса Sin Nombre.